# سان جيرون (أرييج)
سان جيرون
نطق فرنسي: [sɛ̃.ʒi.ʁɔ̃]
```
(
بالأكستانية
: 
Sent Gironç
)‏
 هي 
بلدية
 في 
إقليم
 
أرييج
 في جنوب غرب 
فرنسا
.
[
5
]
```

## التاريخ

### العصور القديمة

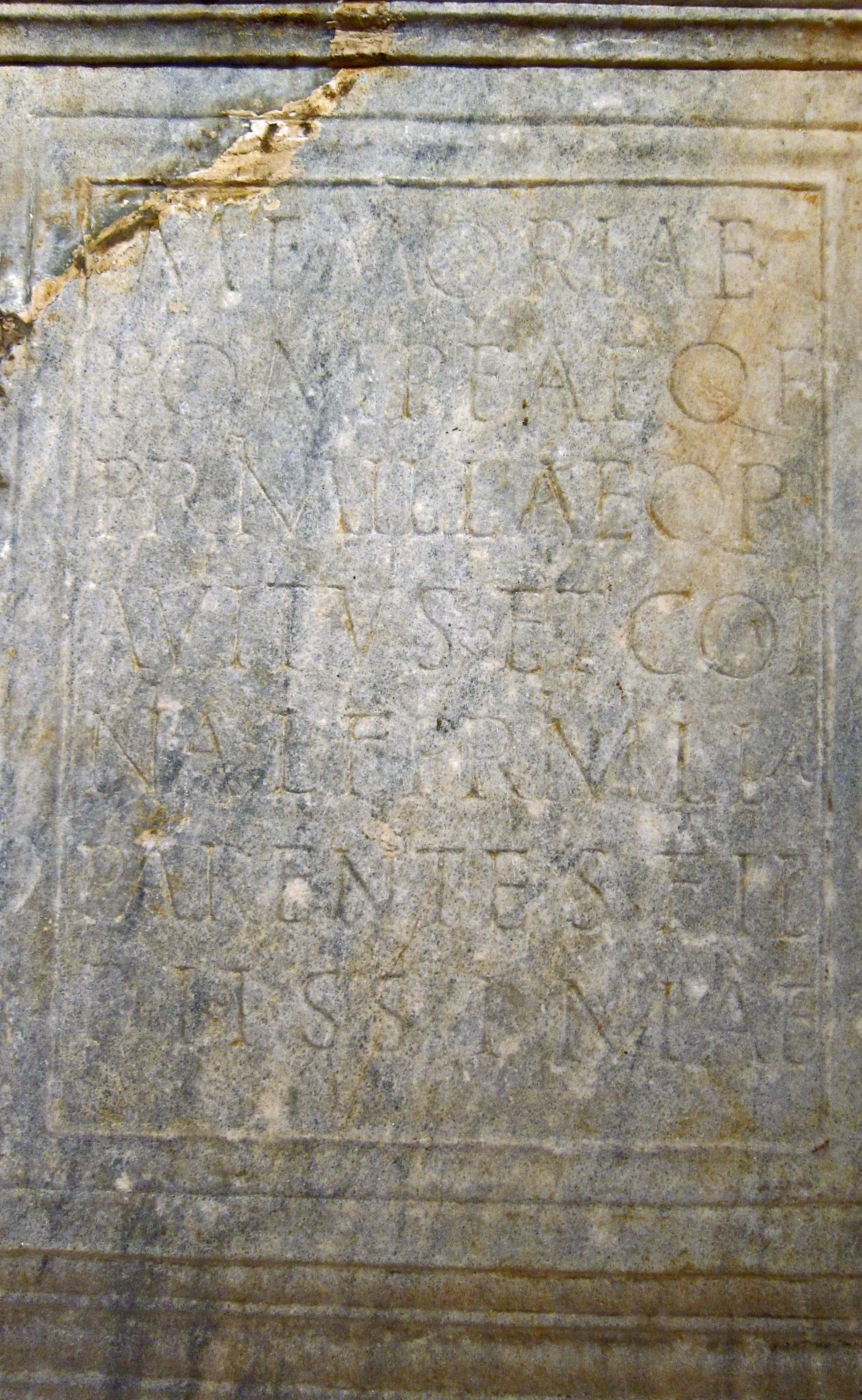
cippus الجنائزية لبومبيا

على عكس جارتها القريبة سان ليزييه ، فإن سان جيرون ليست مدينة قديمة ؛ ومع ذلك ، كانت هناك فرصة على أراضيها الحالية حيث تم اكتشاف بعض الاكتشافات الرومانية أثناء بناء محطة القطار في بداية القرن العشرين. يُعتقد أن منطقة Le Luc الحديثة تسمى هذا باسمها انتسابًا ل اللوكوس القديم.

### مؤسسة

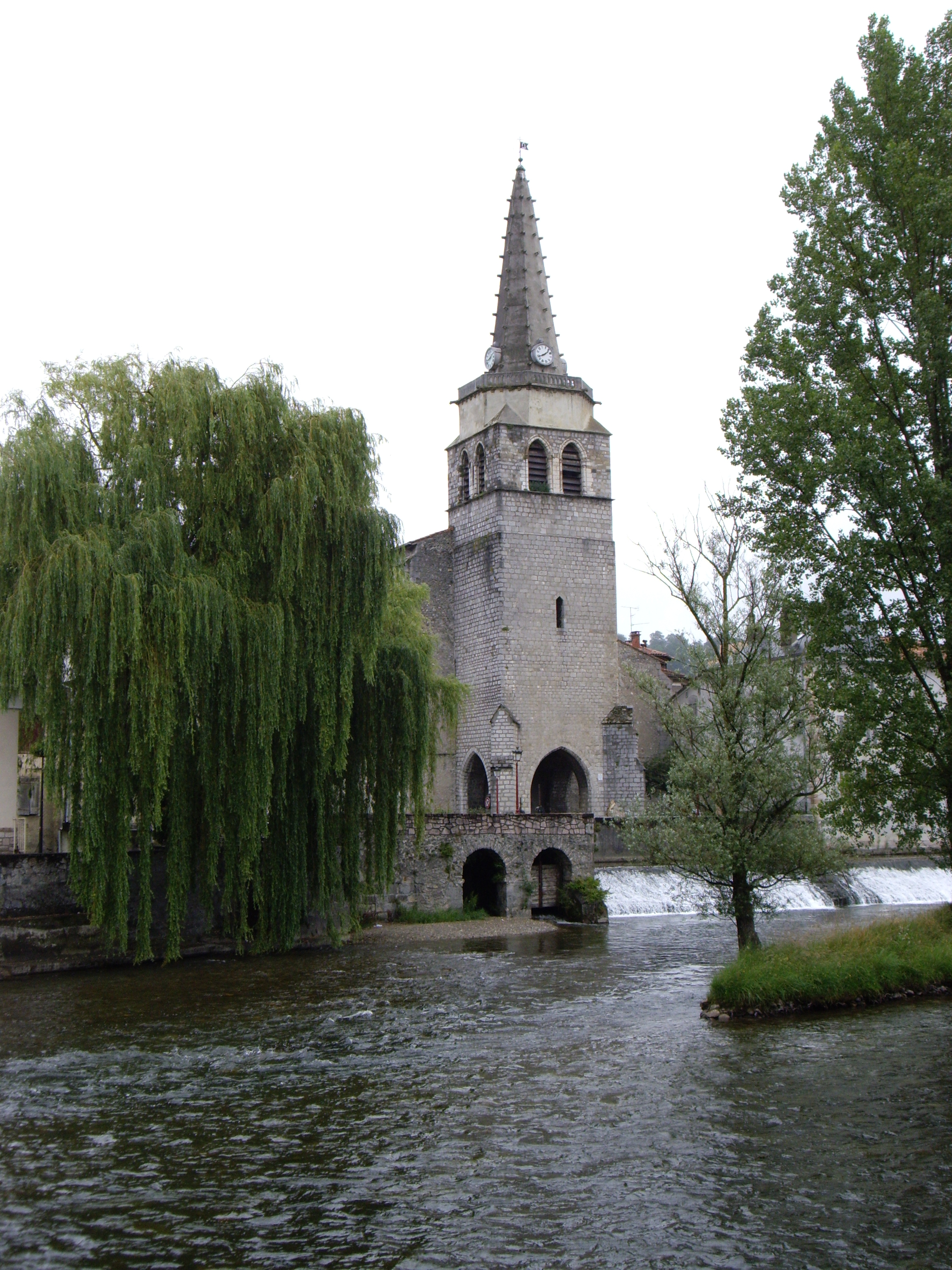
كنيسة القديس جيرونس على ضفاف نهر الصلاة

سميت المدينة على اسم القديس جيرون ، وهو قديس من القرن الخامس لاندز الذي بشر نوفيمبوبولانيا . في القرن التاسع بعض من الآثار كان من المفترض انه دفن في كنيسة القديس Girons،والتي لاحقاً قامت حولها المدينة.

## مناخ
تتمتع سان جيرون بمناخ محيطي معتدل ولكنه دافئ ، وهو عرضة تمامًا لتغيرات درجة الحرارة الشاسعة المؤقتة نتيجة لموقعها الداخلي.
| البيانات المناخية لـ{{{location}}} | البيانات المناخية لـ{{{location}}} | البيانات المناخية لـ{{{location}}} | البيانات المناخية لـ{{{location}}} | البيانات المناخية لـ{{{location}}} | البيانات المناخية لـ{{{location}}} | البيانات المناخية لـ{{{location}}} | البيانات المناخية لـ{{{location}}} | البيانات المناخية لـ{{{location}}} | البيانات المناخية لـ{{{location}}} | البيانات المناخية لـ{{{location}}} | البيانات المناخية لـ{{{location}}} | البيانات المناخية لـ{{{location}}} | البيانات المناخية لـ{{{location}}} |
| الشهر                              | يناير                              | فبراير                             | مارس                               | أبريل                              | مايو                               | يونيو                              | يوليو                              | أغسطس                              | سبتمبر                             | أكتوبر                             | نوفمبر                             | ديسمبر                             | المعدل السنوي                      |
| ---------------------------------- | ---------------------------------- | ---------------------------------- | ---------------------------------- | ---------------------------------- | ---------------------------------- | ---------------------------------- | ---------------------------------- | ---------------------------------- | ---------------------------------- | ---------------------------------- | ---------------------------------- | ---------------------------------- | ---------------------------------- |
| [بحاجة لمصدر]                      |                                    |                                    |                                    |                                    |                                    |                                    |                                    |                                    |                                    |                                    |                                    |                                    |                                    |

## تعداد السكان
يُطلق على سكان Saint-Girons اسم Saint-Gironnais .

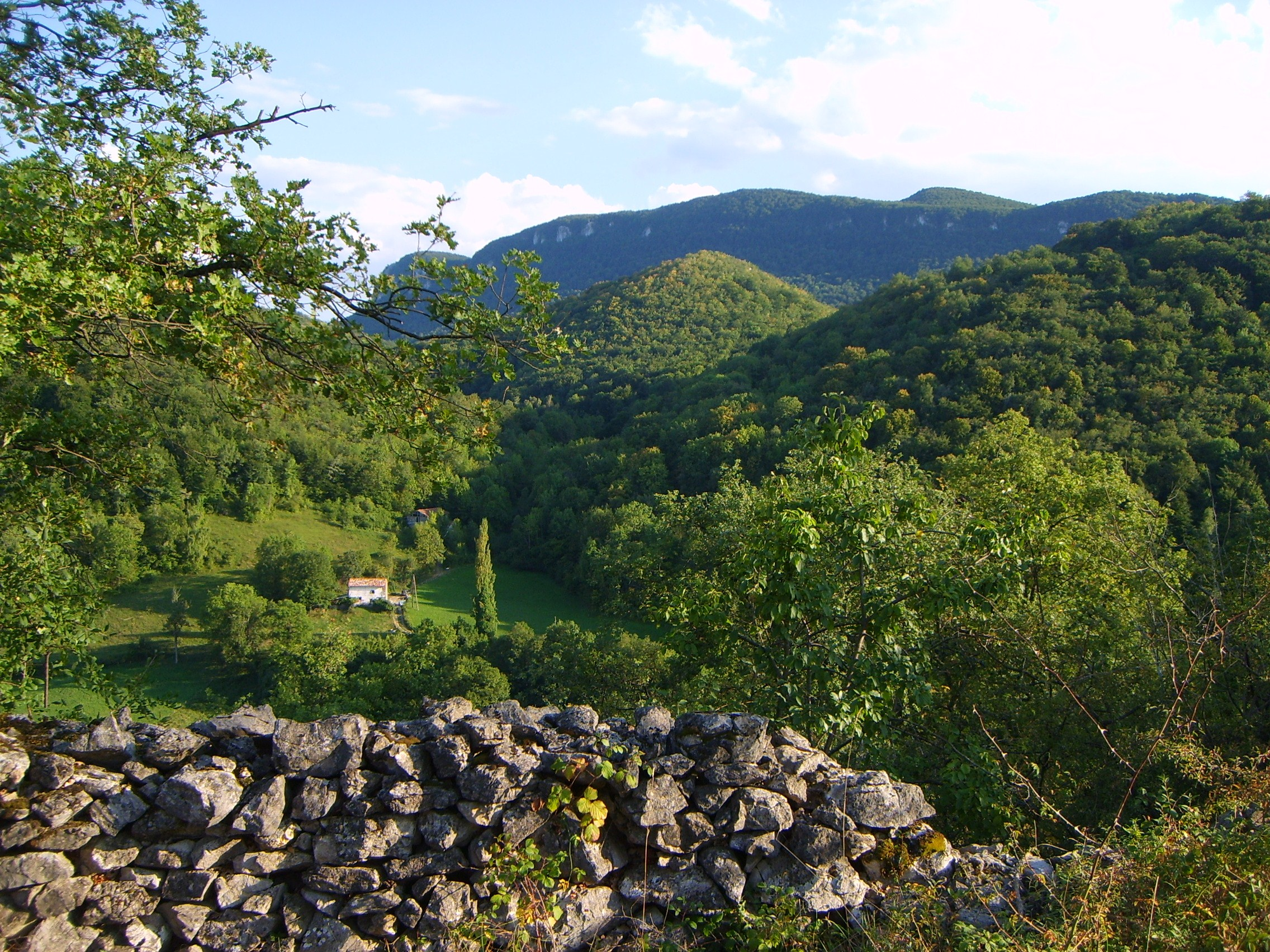
الجانب القطري

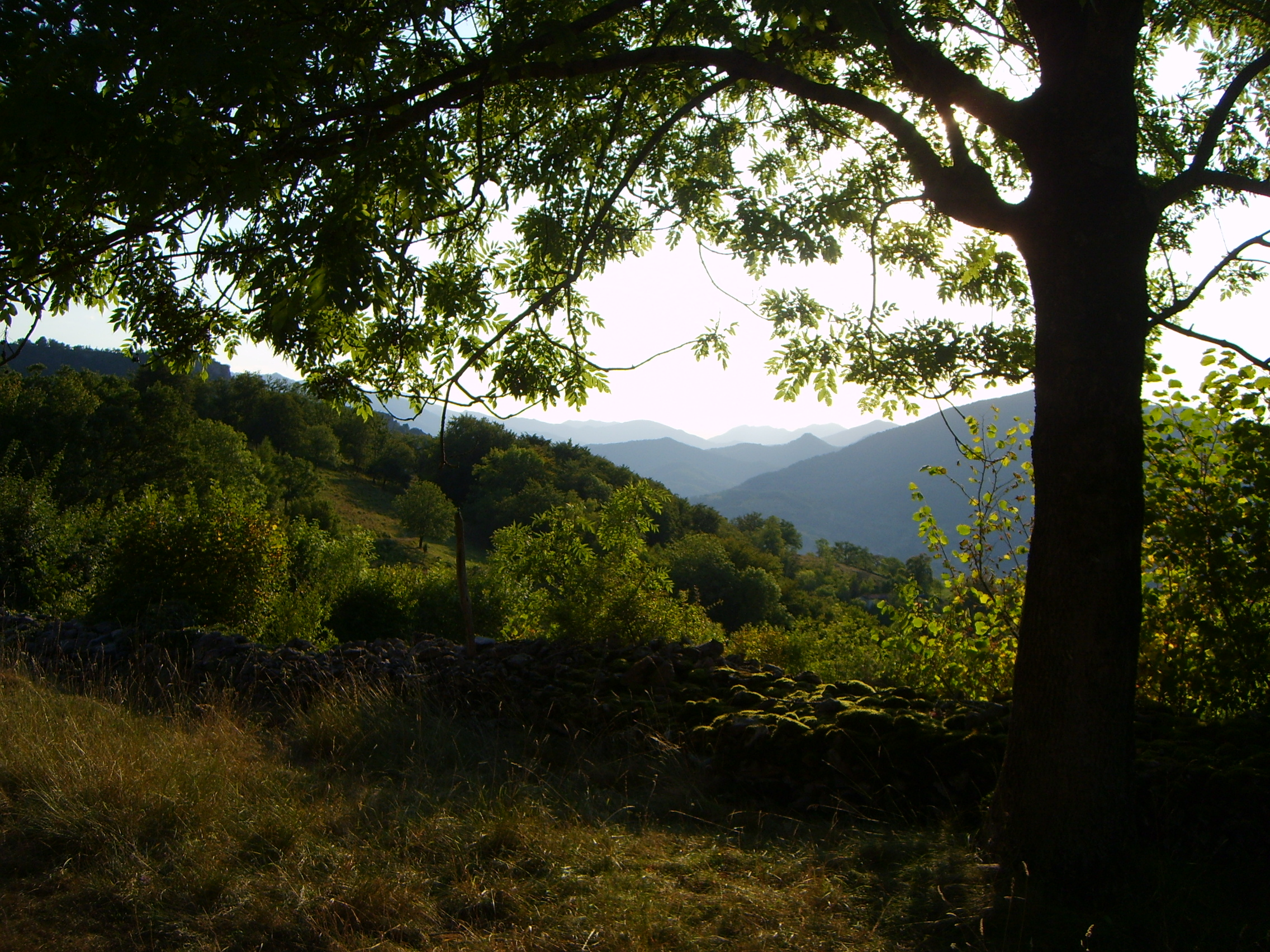
الجانب القطري

## رياضة
انتهت المرحلة الثامنة من سباق Tour de France لعام 2009 في Saint-Girons ، بعد السفر 176 كم من أندورا لا فيلا .
بدأت هنا الولاية 9 من سباق فرنسا للدراجات 2013 .